# 瓦尚
瓦尚（Vashon）是美國華盛頓州的一個人口普查區，行政上劃屬金縣管轄。瓦尚的範圍包含瓦尚島以及莫里島（Maury Island），兩座島嶼之間以沙洲相連，並且位於普吉特灣當中，基薩普半島的東南方。

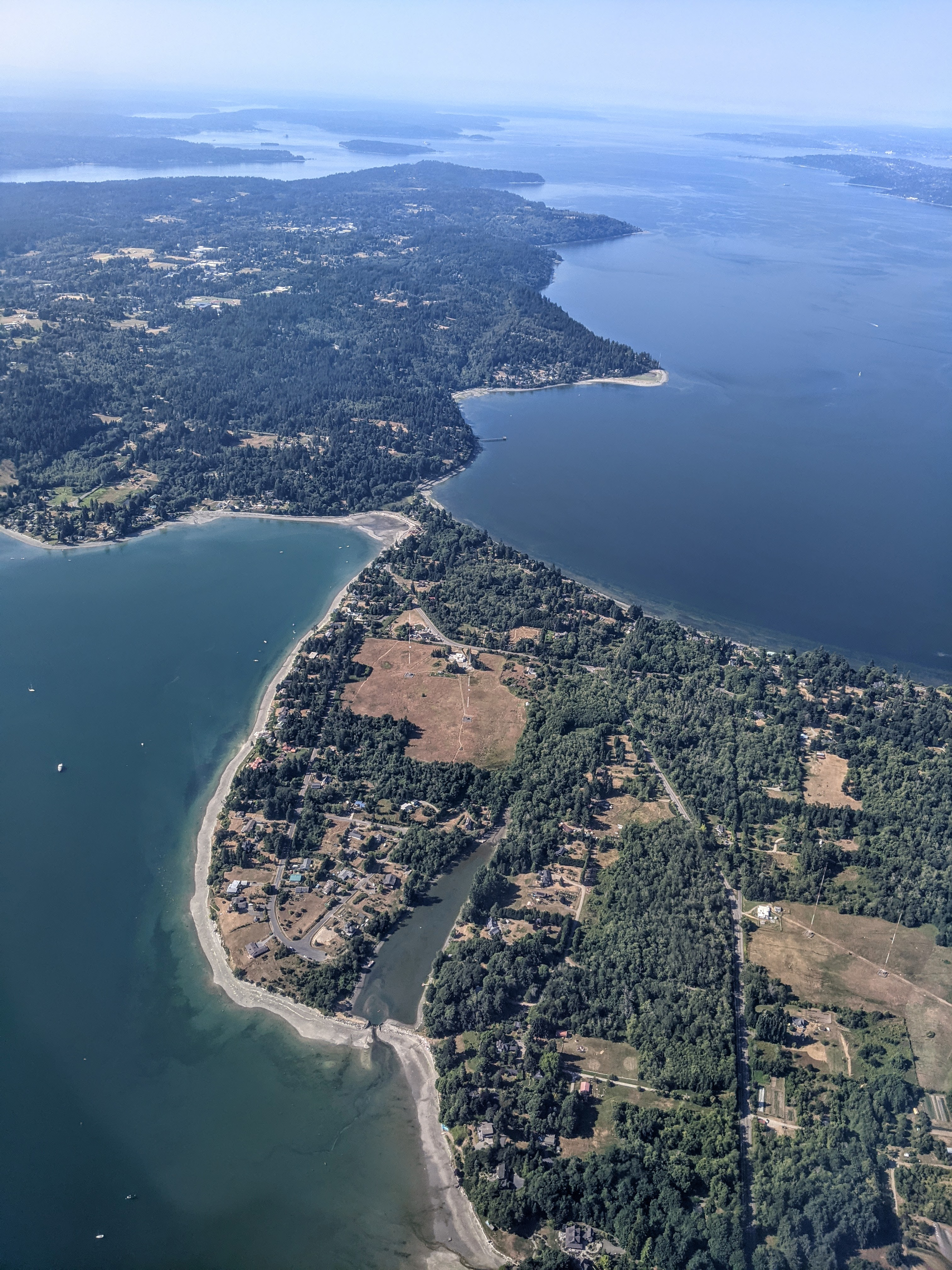
瓦尚島空拍圖

瓦尚在金縣的位置

英國海軍軍官喬治·溫哥華在1792年抵達此地區，並以同為海軍軍官的好友詹姆斯·瓦尚命名。在2020年人口普查，瓦尚共有11,055人。